# Giuseppe Pasolini

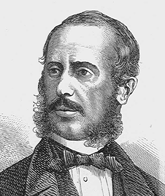
Giuseppe Pasolini

Giuseppe Francesco Leonardo Apollinare Pasolini, född 8 februari 1815 i Ravenna, död 4 december 1876 i Rom, var en italiensk politiker. 
Pasolini kallades 1848 av sin personlige vän Pius IX till Rom såsom minister, men drog sig 1849 tillbaka och var därefter i flera år gonfalonjär (borgmästare) i Ravenna. Vid tiden för det italienska enhetssträvandets förverkligande deltog han ivrigt i den patriotiska rörelsen. Han blev 1860 ledamot av italienska senaten, 1861 civilguvernör i Milano och ej långt därefter prefekt i Turin samt var 1862–64 utrikesminister (i ministärerna Luigi Carlo Farini och Marco Minghetti). År 1866 ledde han förvaltningen över Venedig intill den definitiva annekteringen. År 1876 blev han senatens president. Hans Memoire utgavs av sonen Pietro Desiderio Pasolini (tredje upplagan 1887).